# Ainhoa Hernández
Ainhoa Hernández (født d. 27. April 1994 i Barakaldo) er en spansk kvindelig håndboldspiller som spiller for BM Zuazo og Spaniens kvindehåndboldlandshold.
Hun deltog under VM i håndbold 2015 i Danmark.